# Pilskie Towarzystwo Piłki Siatkowej 2015-2016
Questa voce raccoglie le informazioni riguardanti il Pilskie Towarzystwo Piłki Siatkowej nelle competizioni ufficiali della stagione 2015-2016.

## Organigramma societario
Area direttiva
- Presidente: Radosław Ciemięga

Area tecnica
- Allenatore: Nicola Vettori
- Allenatore in seconda: Łukasz Przybylak

## Rosa
| N° | Nome                  | Ruolo | Data di nascita   | Nazionalità sportiva |
| -- | --------------------- | ----- | ----------------- | -------------------- |
| 3  | Małgorzata Skorupa    | C     | 16 settembre 1984 | Polonia              |
| 4  | Anita Kwiatkowska     | S/O   | 5 marzo 1985      | Polonia              |
| 5  | Klaudia Konieczna     | P     | 7 settembre 1995  | Polonia              |
| 6  | Adrianna Kukulska     | S     | 4 ottobre 1998    | Polonia              |
| 8  | Anna Stencel          | C     | 28 agosto 1995    | Polonia              |
| 9  | Joanna Sobczak        | S/O   | 25 dicembre 1990  | Polonia              |
| 10 | Katarzyna Lewandowska | S     | 1º gennaio 1995   | Polonia              |
| 11 | Agata Wilk            | S     | 16 marzo 1986     | Polonia              |
| 13 | Ol'ha Pavljukovskaja  | L     | 13 luglio 1988    | Bielorussia          |
| 15 | Alicja Markiewicz     | L     | 13 agosto 1991    | Polonia              |
| 16 | Dorota Wilk           | P     | 28 aprile 1988    | Polonia              |
| 17 | Oliwia Urban          | S     | 21 novembre 1996  | Polonia              |
| 18 | Kiesha Leggs          | C     | 26 aprile 1990    | Stati Uniti          |